# Mortierella biramosa
Mortierella biramosa är en svampart som beskrevs av Tiegh. 1875. Mortierella biramosa ingår i släktet Mortierella och familjen Mortierellaceae.   Inga underarter finns listade i Catalogue of Life.